# جون هوي-جونغ
جون هوي-جونغ هو دبلوماسي وسياسي كوري شمالي، ولد في 1930، وتوفي في 22 سبتمبر 2020.